# Diplecogaster bimaculata bimaculata
Diplecogaster bimaculata bimaculata is een ondersoort van de straalvinnige vissen uit de familie van de schildvissen (Gobiesocidae). De wetenschappelijke naam van de soort is voor het eerst geldig gepubliceerd in 1788 door Bonnaterre.